# Sępólno Krajeńskie
Sępólno Krajeńskie [sɛmˈpulnɔ kraˈjɛɲskʲɛ] (deutsch Zempelburg in Westpreußen) ist eine Stadt in der polnischen Woiwodschaft Kujawien-Pommern. Sie ist Sitz des Powiats Sępoleński und der gleichnamigen Stadt-und-Land-Gemeinde mit etwas mehr als 16.000 Einwohnern.

## Geographische Lage
Die Stadt liegt im ehemaligen Westpreußen, an der Zempolna (poln. Sępólna) und dem Zempelburger See (poln. Jezioro Sępoleńskie; Länge 3,52 Kilometer, Breite ca. 470–500 m), etwa 190 Kilometer östlich von Stettin, 35 Kilometer ostnordöstlich von Złotów (Flatow)  und 63 Kilometer nordwestlich von Bydgoszcz (Bromberg)
|  |

## Geschichte

Zempelburg am Zempelburger See nördlich der Stadt Vandsburg auf einer Landkarte von 1914

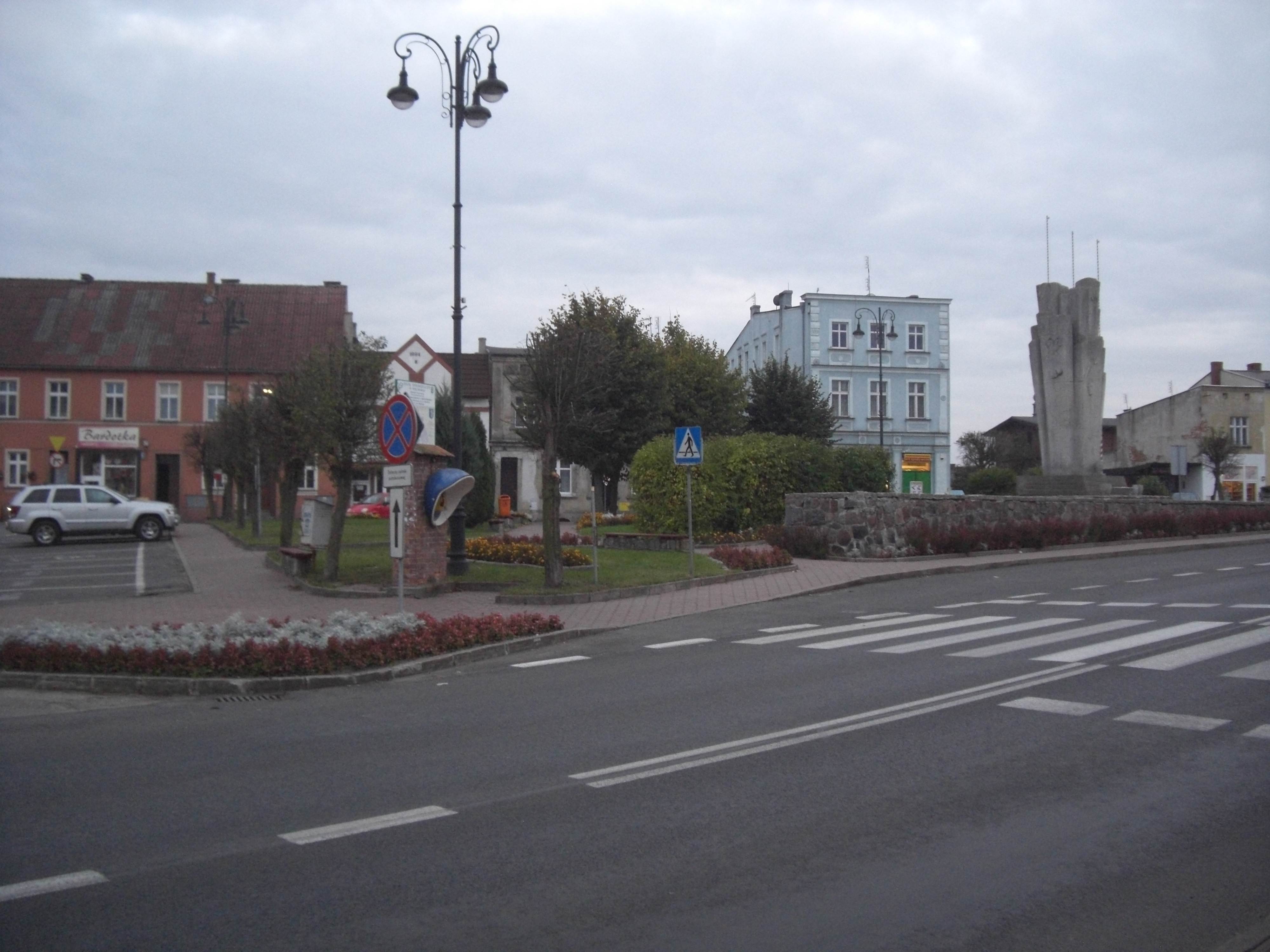
Marktplatz (2011)

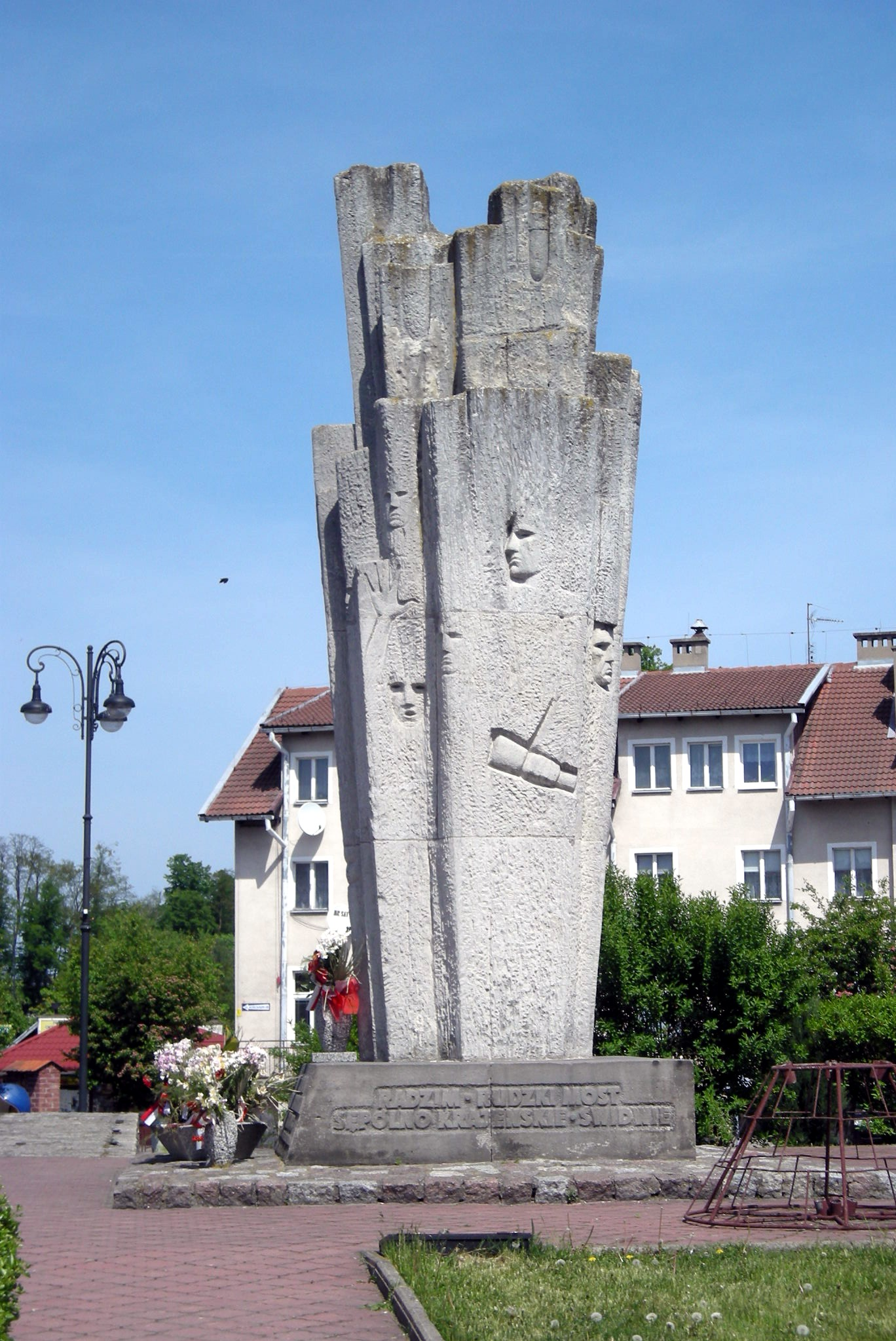
Denkmal für die Opfer der deutschen Besetzung

### Mittelalter und Frühe Neuzeit
Zempelburg (in älteren Quellen auch Stempelburg) wurde im 14. Jahrhundert nach Magdeburger Recht gegründet und lag im Grenzgebiet der Krajna. Die Stadt liegt heute vorwiegend auf dem hohen Ufer des Sees und des Flusstals der Zempolna. Daraus, dass die katholische Pfarrkirche, die bereits 1360 erwähnt wird, im Flusstal liegt, ist zu schließen, dass sich die ursprüngliche Stadt im Tal der Zempolna befand. Das Schloss der Grundherrschaft soll der Sage nach in dem heutigen, durch Erweiterung des Sees von Dziechowo entstandenen  Zempelburger See untergegangen sein. Die ehemalige Lage eines zweiten Schlosses, das 1679 erwähnt wurde, ist unbekannt. Das auf dem Schulenberg gelegene evangelische Bethaus wurde 1620 zerstört. 1764 hatte die Niederstadt 79, die Vorstadt 71 Häuser.
Vor 1772 hatte Zempelburg Königlich Preußen angehört. Zwischen 1772 und 1807 sowie 1815 und 1920 gehörte Zempelburg zu Preußen, in der Zeit von 1807 bis 1815 zum Herzogtum Warschau.
Die Stadt war ein Zentrum der Tuchmacherei und Schuhmacherei. 1773 hatte Zempelburg 70 Handwerker, darunter acht Tuchmacher und zahlreiche Schuhmacher.

### 19. und 20. Jahrhundert
Die Juden, die hier seit 1734 eine Synagoge hatten, waren im 19. Jahrhundert verpflichtet, an die katholische Parochie jährlich zu Fronleichnam und zu Ostern 30 Tympf, neun Kalbsbraten, sechs Rinderbraten, sechs Pfund Talg und ein Pfund Schießpulver für Freudenssalven  abzuliefern. Die evangelische Kirche auf dem Markt entstand 1857/58 und wurde mittlerweile wieder abgerissen.
Zempelburg gehörte bis 1919 zum Landkreis Flatow im Regierungsbezirk Marienwerder der Provinz Westpreußen. Die Stadt hatte 1910 3818 Einwohner, davon 637 Polen. Der Religion nach waren es 1905  57,0 % Evangelische, 32,7 % Katholiken und 10,3 % Juden.
Nach dem Ersten Weltkrieg musste Zempelburg aufgrund der Bestimmungen des Versailler Vertrags 1920 zum Zweck der Einrichtung des Polnischen Korridors ohne Volksabstimmung an Polen abgetreten werden und kam an die Woiwodschaft Pommerellen. Die deutschsprachigen Einwohner Zempelburgs, die nicht für den Erhalt ihrer bisherigen Staatsangehörigkeit optiert hatten, sondern Polen geworden waren, zählten nun zur Minderheit der ethnisch deutschen Polen. Zempelburg erhielt den polnischen Namen Sępólno Krajeńskie. In dieser Zeit war die Stadt Kreisstadt des Powiats Sępoleński.
Durch den Überfall auf Polen 1939 wurde die Region völkerrechtswidrig wieder an das Reichsgebiet angegliedert. Von 1939 und 1945 war Zempelburg Sitz des Landkreises Zempelburg im Reichsgau Danzig-Westpreußen.
Im Zweiten Weltkrieg eroberte die Rote Armee im Januar 1945 das Kreisgebiet, wodurch es an Polen zurückfiel. In der Folgezeit wurden die Einwohner „verifiziert“, was für Deutsche die Vertreibung nach Deutschland bedeutete.

### Bevölkerungsentwicklung bis 1945
| Jahr | Einwohner | Anmerkungen |
| ---- | --------- | --- |
| 1783 | 1622      | davon 651 Protestanten, 390 Katholiken und 581 Juden |
| 1805 | 2492      | davon 1434 Christen und 1058 Juden |
| 1831 | 2764      | darunter über 1000 Juden |
| 1853 | 3187      | davon 1412 Protestanten, 557 Katholiken und 1,218 Juden |
| 1875 | 3516      | [ 6 ] |
| 1880 | 3736      | [ 6 ] |
| 1890 | 3510      | davon 2011 Protestanten, 839 Katholiken und 657 Juden (280 Polen) |
| 1905 | 3810      | davon 1246 Katholiken und 393 Juden |
| 1910 | 3818      | am 1. Dezember, davon 3115 mit deutscher Muttersprache (darunter 2164 Evangelische, 616 Katholiken und 335 Juden), 637 mit polnischer Muttersprache (darunter vier Evangelische und 633 Katholiken), aber keine Einwohner mit kaschubischer Muttersprache |
| 1920 | 3513      | |
| 1921 | 1501      | [ 1 ] |
| 1943 | 5207      | [ 1 ] |

| Jahr | Einwohner | Anmerkungen             |
| ---- | --------- | ----------------------- |
| 2012 | 9282      | Stand vom 30. Juni 2012 |

## Verkehr
Sępólno Krajeńskie hatte einen Bahnhof an der Bahnstrecke Oleśnica–Chojnice.

## Gmina
Zur Stadt-und-Land-Gemeinde (gmina miejsko-wiejska) Sępólno Krajeńskie gehören die Stadt und 22 Dörfer mit Schulzenämtern.

## Söhne und Töchter der Stadt
- Josua Schwartz (1632–1709), in Waldau (Wałdowo) geborener evangelisch-lutherischer Theologe, Generalsuperintendent des königlichen Anteils von Schleswig-Holstein
- Jakob Moritz, jüdischer Musketier der preußischen Armee, nach der Schlacht bei Dennewitz mit dem Eisernen Kreuz ausgezeichnet, „der westfälische Makkabäer“ genannt[9]
- Friedrich Wilhelm Ferdinand Schmitt (1823–1910), deutscher Schulmann, Pädagoge und Provinzialhistoriker
- Moritz Brasch (1843–1895), deutsch-jüdischer Philosoph
- Elvira Castner (1844–1923), deutsche Zahnärztin und Gartenbau-Lehrerin
- Adolf Vossius (1855–1925), deutscher Ophthalmologe, Professor und Direktor der Universitäts-Augenklinik in Gießen
- Julius Berger (1862–1943), deutsch-jüdischer Bauunternehmer, Begründer der Julius Berger Tiefbau AG, einer Vorläufergesellschaft von Bilfinger Berger.